# Русполи
Русполи е стра благороднически род от Италия.
Произходът на семейството може да бъде проследен до Флоренция през 13 век. През 17 век семейство Русполи се премества в Рим, където последната им потомка Витория Русполи, маркиза на Черветри, се омъжва за Вичино Марескоти, потомък на Фарнезе. Един от синовете на Витория приема фамилия Русполи, за да се гарантира продължаването на рода.
През 1708, внукът на Витория, Франческо Русполи, оглавяващ фамилията, воюва със собствен полк в защита на Ватикан от австрийците. През 1709 той принуждава австрийските войски да отстъпят и папа Климент XI му дава титлата на пръв принц на Черветри.
Русполи са живи и до днес. До 2003 г. член на фамилията е Оливия Уайлд като съпруга на принц Тео Русполи.